# Unander-Scharin

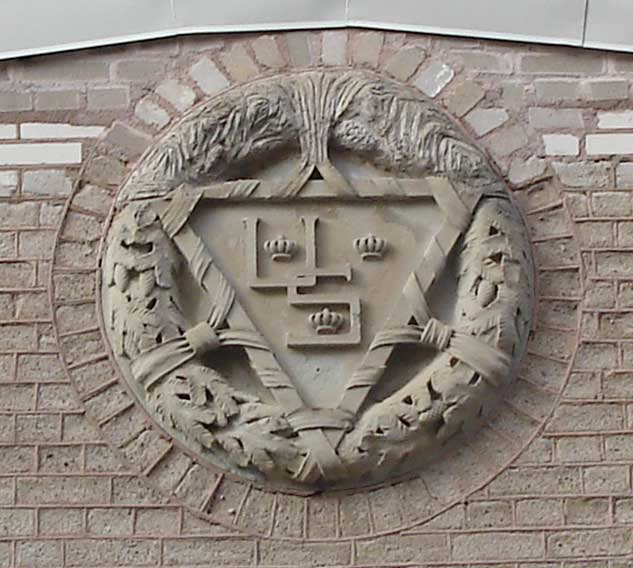
I firma A.F. Scharins märke återfinns bokstäverna US – Unander-Scharin. Fasaddetalj från Umeå träsliperis sliperibyggnad, som uppfördes av Egil Unander-Scharin.

Unander-Scharin är en borgarsläkt från Umeå. 
Unander-Scharin är en gren av en släkt Unander från Önsta i Håbo-Tibble socken, Upplands-Bro kommun, Uppsala län. Elisabeth Önstedt föddes 1711 eller 1718 på Önsta gård vid Håbo-Tibble kyrka. Hon gifte sig 1745 med Matthias Unander och paret kom att bo på Frötuna gård fram till 1759. Matthias Unander titulerades då som Sigtunas stadsfiskal. Efter 1759 flyttade paret till hustruns fädernegård dvs Önsta. Matthias Unander titulerades då som borgmästare i Sigtuna. I mars 1776 flyttade paret till Sånga. 
Sönerna Matthias och Carl Nathanael föddes 1746 respektive 1750. Sonen Matthias (Matthias Johan Matthiasson)(1746-86) blev komminister i Husby-Långhundra socken. Carl Nathanael flyttade med föräldrarna till Sånga 1776 och var då bokhållare.
Önsta gård blev troligtvis kvar i familjens ägo, då det efter deras flytt kom arrendebönder   
Matthias Johan Matthiasson Unanders (1746-1786) sonson agronomen och direktören Ferdinand Unander (1829-1883) föddes i Nordmaling, och blev så småningom sekreterare i Kungl. Lantbruksakademin i Stockholm.
Ferdinand Unanders hustru Fanny Fredrika Scharin (1841-1911) var dotter till Catharina Löfquist och Adolf Fredrik Scharin (1797-1877), företagsledare (A.F. Scharin) och rådman i Umeå. Adolf Fredrik Scharin var född i Skellefteå som son till postmästare Alexander Scharin (född 1756 i Småland) och Stina, född Sundström, Skellefteå.
Ferdinand och Fanny Fredrika Unander fick nio barn, varav ett - Egil Unander-Scharin - ärvde familjeföretaget Firma A.F. Scharin (sedermera AB Scharins Söner) från moderns sida av släkten, och antog dubbelefternamnet Unander-Scharin. Det är från Egil samtliga nutida släktmedlemmar härstammar. Egil Unander-Scharin lät uppföra Scharinska villan i Umeå 1905. Genom honom blev familjen Scharin under en period ledande inom västerbottnisk massaindustri.
Egil Unander-Scharins bror, kammarskrivare Gustaf Adolf Unander (1867-1938), gifte sig med Lovisa Augusta Arbin, och blev far till bibliotekarien Brita, gift Arborelius (1915-2003), som är mor till romersk-katolska biskopen Anders Arborelius. En annan bror var majoren i svensk och turkisk tjänst och författaren Wiktor Unander (1872-1972), som var riddare av franska Hederslegionsorden (RFrHL).
Egil Unander-Scharins son Arne Unander-Scharin (f. 1892) tog över företaget efter fadern, och var brittisk vicekonsul 1926-48.

## Personer ur släkten
- Egil Unander-Scharin, industriman
- Erik Unander-Scharin, företagare
- Carl Unander-Scharin, operasångare
- Astrid Väring, författare